# 北丰岛郡
北丰岛郡（日语：〔〕／ Kitatoshima gun */?）为过去日本东京府（今东京都）辖下的郡，辖区包含现在东京都丰岛区、北区、荒川区、板橋區四区全域、练马区大部分区域，已于1932年10月1日，13町7村全编入东京市，北丰岛郡因无管辖町村而废除。

## 沿革

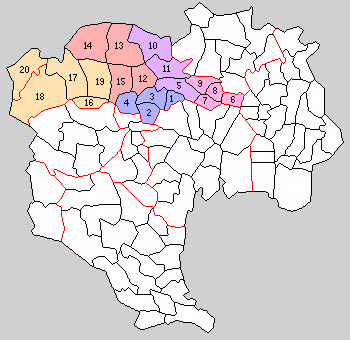
1.巢鴨町 2.高田村 3.巢鴨村 4.長崎村 5.瀧野川村 6.南千住町 7.日暮里村 8.三河島村 9.尾久村 10.岩淵町 11.王子村 12.板橋町 13.志村 14.赤塚村 15.上板橋村 16.中新井村 17.上練馬村 18.石神井村 19.下練馬村 20.大泉村（舊埼玉縣新座郡） （藍：豐島區 桃紅：荒川區 紫：北區 紅：板橋區 橙：練馬區）

- 1878年7月 - 随着郡区町村编制法的施行，旧武藏国丰岛郡分割为东京府属的北丰岛郡和南丰岛郡。
- 1889年5月1日 - 施行町村制，北丰岛郡下辖板桥町、巢鸭町、南千住町等4町及15村。郡役所设置于板桥町。（4町15村）
- 1891年6月15日 - 埼玉县新座郡榑桥村、新座郡新仓村的长沼、久保原、长久保、石神井村的上土支田合并新设北丰岛郡大泉村。（4町16村）
- 1908年8月8日 - 王子村改制为王子町。（5町15村）
- 1913年7月1日 - 日暮里村改制为日暮里町。（6町14村）
- 1913年10月1日 - 泷野川村改制为泷野川町。（7町13村）
- 1918年7月20日 - 巢鸭村施行町制，改称西巢鸭町。（8町12村）
- 1920年2月11日 - 三河岛村改制为三河岛町。（9町11村）
- 1920年4月3日 - 高田村改制为高田町。（10町10村）
- 1923年4月1日 - 尾久村改制为尾久町。（11町9村）
- 1926年 - 郡制、郡役所废止。
- 1926年10月1日 - 长崎村改制为长崎町。（12町8村）
- 1929年4月1日 - 下练马村施行町制，改称练马町。（13町7村）
- 1932年10月1日 - （13町7村全并入东京市）
  - 巢鸭町、西巢鸭町、高田町、长崎町合并新设丰岛区。
  - 王子町、岩渊町合并新设东京市王子区。
  - 泷野川町改设泷野川区。
  - 南千住町、日暮里町、三河岛町、尾久町合并新设荒川区。
  - 板桥町、上板橋村、志村、赤塚村、练马町、上练马村、中新井村、石神井村、大泉村合并新设板橋区。
- 1947年
  - 3月15日 - 王子区、泷野川区合并新设北区。
  - 8月1日 - 板桥区的一部（旧练马町、上练马村、中新井村、石神井村、大泉村的全域）分割新设练马区。

| 1889年 | 1889年4月1日        | 1889年 - 1912年      | 1912年 - 1926年                 | 1926年 - 1944年                   | 1926年 - 1944年                   | 1926年 - 1944年             | 1945年 - 1964年          | 1945年 - 1964年       | 1965年 - 昭和1989年 | 1989年 - 现在 | 现在   |
| ------ | ------------------- | -------------------- | ------------------------------- | --------------------------------- | --------------------------------- | --------------------------- | ------------------------ | --------------------- | ------------------- | ------------- | ------ |
|        | 巢鸭町              | 巢鸭町               | 巢鸭町                          | 1932年10月1日 并入东京市 丰岛区   | 1932年10月1日 并入东京市 丰岛区   | 1943年7月1日 东京都丰岛区   | 1947年5月3日 特別区制    | 1947年5月3日 特別区制 | 丰岛区              | 丰岛区        | 丰岛区 |
|        | 巢鸭村              | 巢鸭村               | 1918年7月20日 町制改称 西巢鸭町 | 1932年10月1日 并入东京市 丰岛区   | 1932年10月1日 并入东京市 丰岛区   | 1943年7月1日 东京都丰岛区   | 1947年5月3日 特別区制    | 1947年5月3日 特別区制 | 丰岛区              | 丰岛区        | 丰岛区 |
|        | 高田村              | 高田村               | 1920年4月3日 高田町             | 1932年10月1日 并入东京市 丰岛区   | 1932年10月1日 并入东京市 丰岛区   | 1943年7月1日 东京都丰岛区   | 1947年5月3日 特別区制    | 1947年5月3日 特別区制 | 丰岛区              | 丰岛区        | 丰岛区 |
|        | 长崎村              | 长崎村               | 1926年10月1日 长崎町            | 1932年10月1日 并入东京市 丰岛区   | 1932年10月1日 并入东京市 丰岛区   | 1943年7月1日 东京都丰岛区   | 1947年5月3日 特別区制    | 1947年5月3日 特別区制 | 丰岛区              | 丰岛区        | 丰岛区 |
|        | 泷野川村            | 泷野川村             | 1913年10月1日 泷野川町          | 1932年10月1日 并入东京市 泷野川区 | 1932年10月1日 并入东京市 泷野川区 | 1943年7月1日 东京都泷野川区 | 1947年3月15日 東京都北区 | 1947年5月3日 特別区制 | 北区                | 北区          | 北区   |
|        | 岩渊町              | 岩渊町               | 岩渊町                          | 1932年10月1日 并入东京市 王子区   | 1932年10月1日 并入东京市 王子区   | 1943年7月1日 东京都王子区   | 1947年3月15日 東京都北区 | 1947年5月3日 特別区制 | 北区                | 北区          | 北区   |
|        | 王子村              | 1908年8月8日 王子町  | 王子町                          | 1932年10月1日 并入东京市 王子区   | 1932年10月1日 并入东京市 王子区   | 1943年7月1日 东京都王子区   | 1947年3月15日 東京都北区 | 1947年5月3日 特別区制 | 北区                | 北区          | 北区   |
|        | 南千住町            | 南千住町             | 南千住町                        | 1932年10月1日 并入东京市 荒川区   | 1932年10月1日 并入东京市 荒川区   | 1943年7月1日 东京都荒川区   | 1947年5月3日 特別区制    | 1947年5月3日 特別区制 | 荒川区              | 荒川区        | 荒川区 |
|        | 日暮里村            | 日暮里村             | 1913年7月1日 日暮里町           | 1932年10月1日 并入东京市 荒川区   | 1932年10月1日 并入东京市 荒川区   | 1943年7月1日 东京都荒川区   | 1947年5月3日 特別区制    | 1947年5月3日 特別区制 | 荒川区              | 荒川区        | 荒川区 |
|        | 三河岛村            | 三河岛村             | 1920年2月11日 三河岛町          | 1932年10月1日 并入东京市 荒川区   | 1932年10月1日 并入东京市 荒川区   | 1943年7月1日 东京都荒川区   | 1947年5月3日 特別区制    | 1947年5月3日 特別区制 | 荒川区              | 荒川区        | 荒川区 |
|        | 尾久村              | 尾久村               | 1922年4月1日 尾久町             | 1932年10月1日 并入东京市 荒川区   | 1932年10月1日 并入东京市 荒川区   | 1943年7月1日 东京都荒川区   | 1947年5月3日 特別区制    | 1947年5月3日 特別区制 | 荒川区              | 荒川区        | 荒川区 |
|        | 板桥町              | 板桥町               | 板桥町                          | 板桥町                            | 1932年10月1日 并入东京市 板桥区   | 1943年7月1日 东京都板桥区   | 1947年5月3日 特別区制    | 板桥区                | 板桥区              | 板桥区        | 板橋区 |
|        | 上板桥村            | 上板桥村             | 上板桥村                        | 上板桥村                          | 1932年10月1日 并入东京市 板桥区   | 1943年7月1日 东京都板桥区   | 1947年5月3日 特別区制    | 板桥区                | 板桥区              | 板桥区        | 板橋区 |
|        | 志村                | 志村                 | 志村                            | 志村                              | 1932年10月1日 并入东京市 板桥区   | 1943年7月1日 东京都板桥区   | 1947年5月3日 特別区制    | 板桥区                | 板桥区              | 板桥区        | 板橋区 |
|        | 赤冢村              | 赤冢村               | 赤冢村                          | 赤冢村                            | 1932年10月1日 并入东京市 板桥区   | 1943年7月1日 东京都板桥区   | 1947年5月3日 特別区制    | 板桥区                | 板桥区              | 板桥区        | 板橋区 |
|        | 下练马村            | 下练马村             | 下练马村                        | 1929年4月1日 町制改称 练马町      | 1932年10月1日 并入东京市 板桥区   | 1943年7月1日 东京都板桥区   | 1947年5月3日 特別区制    | 1947年8月1日 练马区   | 练马区              | 练马区        | 练马区 |
|        | 上练马村            | 上练马村             | 上练马村                        | 上练马村                          | 1932年10月1日 并入东京市 板桥区   | 1943年7月1日 东京都板桥区   | 1947年5月3日 特別区制    | 1947年8月1日 练马区   | 练马区              | 练马区        | 练马区 |
|        | 中新井村            | 中新井村             | 中新井村                        | 中新井村                          | 1932年10月1日 并入东京市 板桥区   | 1943年7月1日 东京都板桥区   | 1947年5月3日 特別区制    | 1947年8月1日 练马区   | 练马区              | 练马区        | 练马区 |
|        | 石神井村            | 石神井村             | 石神井村                        | 石神井村                          | 1932年10月1日 并入东京市 板桥区   | 1943年7月1日 东京都板桥区   | 1947年5月3日 特別区制    | 1947年8月1日 练马区   | 练马区              | 练马区        | 练马区 |
|        | 石神井村            | 1891年6月15日 大泉村 | 大泉村                          | 大泉村                            | 1932年10月1日 并入东京市 板桥区   | 1943年7月1日 东京都板桥区   | 1947年5月3日 特別区制    | 1947年8月1日 练马区   | 练马区              | 练马区        | 练马区 |
|        | 新座郡 榑桥村       | 1891年6月15日 大泉村 | 大泉村                          | 大泉村                            | 1932年10月1日 并入东京市 板桥区   | 1943年7月1日 东京都板桥区   | 1947年5月3日 特別区制    | 1947年8月1日 练马区   | 练马区              | 练马区        | 练马区 |
|        | 新座郡 新仓村(一部) | 1891年6月15日 大泉村 | 大泉村                          | 大泉村                            | 1932年10月1日 并入东京市 板桥区   | 1943年7月1日 东京都板桥区   | 1947年5月3日 特別区制    | 1947年8月1日 练马区   | 练马区              | 练马区        | 练马区 |